# Stäppkål
Stäppkål (Crambe cordifolia) är en perenn ört i släktet Crambe och familjen korsblommiga växter. Inga underarter finns listade i Catalogue of Life.
Arten beskrevs först av Christian von Steven.

## Beskrivning
Stäppkålen är en stor och härdig perenn, omkring 120–210 centimeter hög, med djup pålrot. Den blommar i juni till augusti med en mängd små, vita, honungsdoftande blommor.

## Utbredning
Stäppkålen är inhemsk i Kaukasus och Centralasien, från Georgien i väster till Tibet i öster, och från Kazakstan i norr till Pakistan och Iran i söder. Den odlas ofta som prydnadsväxt, och är införd och naturaliserad i Storbritannien. Arten har ej påträffats i vilt tillstånd i Sverige.

## Användning
Stäppkålens blad går att äta och kan användas ungefär som grönkål. Bladen är som bäst på våren; senare under säsongen blir de lite sega.